# Mármol de Pinoso

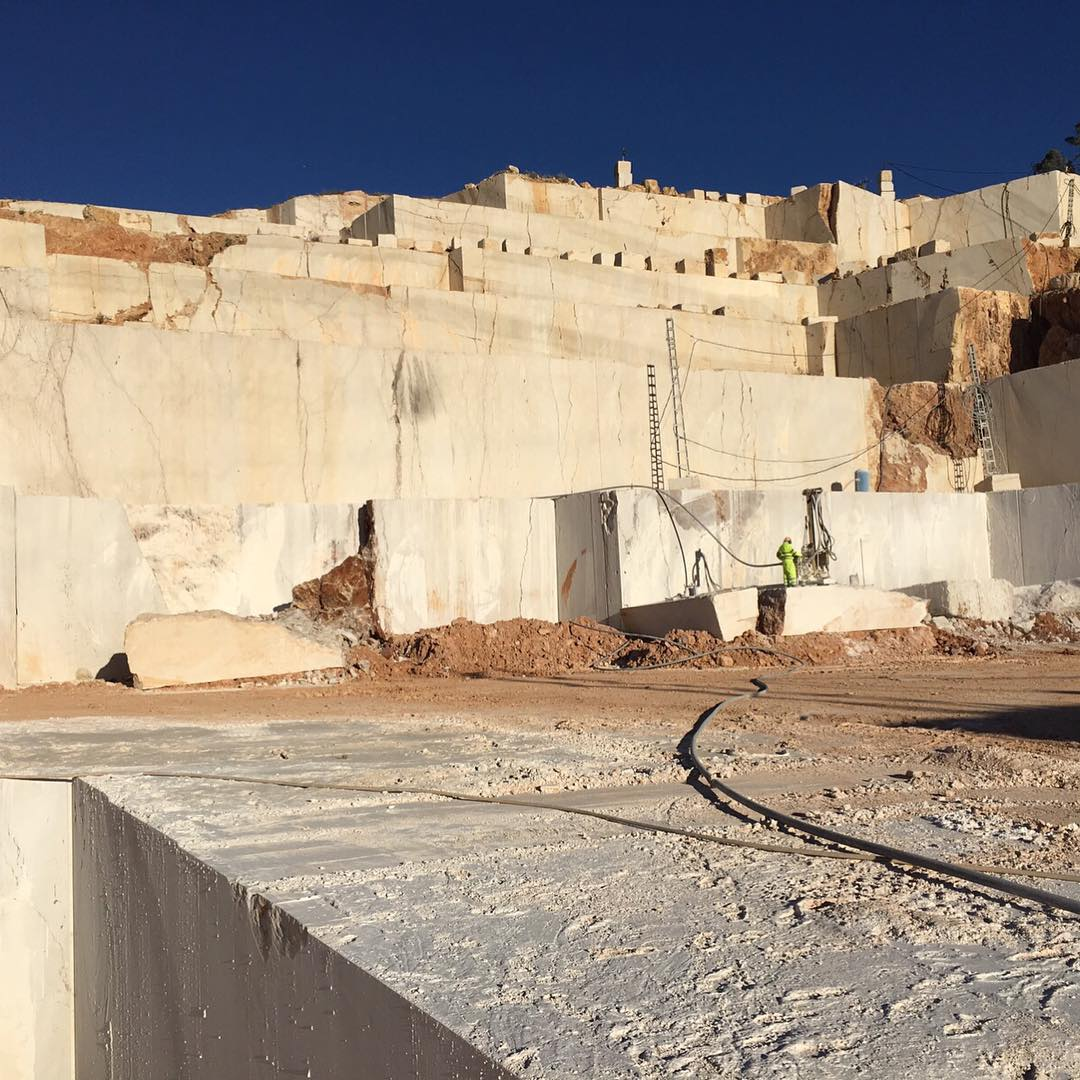
Cantera de mármol Crema Marfil del Monte Coto, Pinoso, Alicante

La Comunidad Valenciana destaca por ser la principal región extractora y elaboradora de mármol crema marfil de España. Esta piedra natural se extrae del Monte Coto, ubicado en el término municipal de Pinoso, en la provincia de Alicante.  
Es en el propio Monte Coto donde existen numerosas canteras donde se realiza la explotación de esta caliza marmórea para posteriormente elaborarla en los distintos centros de producción que se reparten por las poblaciones de Novelda, La Romana, La Algueña, Monforte del Cid y Pinoso.  
Una de las características a destacar del Crema Marfil del Coto es tanto su gran calidad como las distintas variedades que se extraen, entre las cuales se encuentran:
- Crema marfil con grano de arroz
- Crema marfil tipo pintas
- Crema marfil con aguas oscuras
- Crema marfil claro
- Crema marfil con aguas claras

## Extracción del mármol de Pinoso
La extracción del mármol de Pinoso o mármol crema marfil se realiza en bancos de base horizontal y en taludes verticales, una vez abatidos los bloques sobre lecho de tierra blanda, se procede a su corte, con rozadoras de brazo y cortadoras de hilo diamantado, para transformarlo en formas paralepipedas de dimensiones aproximadas (largo x ancho x alto) (2,80 x 1,60 x 1,50) y poder transportarlo desde la falda de la cantera hasta los centros de transformación.
El transporte de estas piezas de mármol desde la cantera hasta las fábricas o centros de transformación, se realiza en camiones. Una vez descargados estos bloques de dimensiones y peso considerables, se procede a la transformación de estos bloques en piezas (más manejables) de tamaños y grosores varios, que más tarde se utilizarán en el sector de la construcción, bien para pavimentar, aplacar o elaboración de escalera. 

## Proceso de Transformación
- Corte del bloque en láminas (distintos grosores). Aserrado en los telares, el bloque se posiciona sobre la plataforma de los telares y se eleva hacia las sierras con punta de diamante encargados del aserrado del bloque.
- Secado de las láminas en hornos de aire caliente.
- Pulido inicial para eliminar irregularidades. En este proceso existe mucha rotura de material, provocando desperdicios difícilmente almacenables en vertederos con problemas medioambientales.
- Relleno manual de las oquedades (propios de la piedra natural), con masillas transparentes o de color.
- Secado  de las resinas incrustadas en la piedra para endurecerlas y aportar a las piezas resistencia mecánica y a la vez cierta estética.
- Pulido final.
- Empaquetado y paletizado, estudiado para evitar roturas en su transporte.

## Características Técnicas
Como caliza marmórea no tiene la misma densidad y dureza que pueden tener mármoles como blanco macael o el mármol de carrara, que cuentan con un grano cerrado, libre de porosidad. No obstante el mármol obtenido en el monte de coto presume de unas características técnicas que lo hacen ideal para alcanzar un brillo de nivel 100 (reflexión del rayo de luz que incide en una superficie pulida). Unas de las características técnicas más importantes son la Masa Volúmica que se sitúa  en 2,72 g/cm³ y el Coeficiente de absorción que es del 0,15 %